# Buddusò
Buddusò ist eine Gemeinde mit 3542 Einwohnern (Stand 31. Dezember 2023) in der Provinz Nord-Est Sardegna auf Sardinien in Italien.

## Geografie

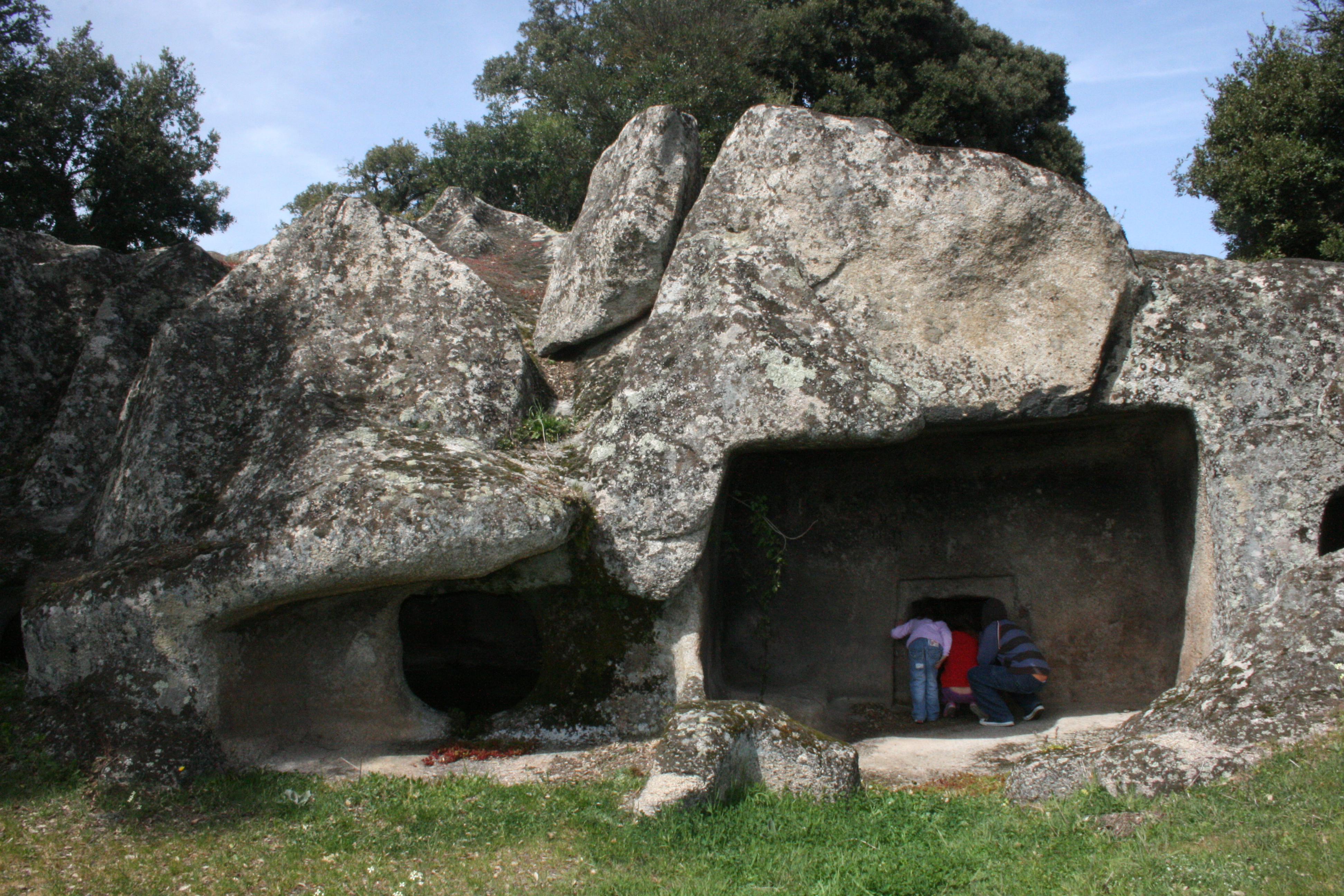
Domus de janas di Ludurru

Die Gemeinde liegt 150 km nördlich von Cagliari und etwa 45 km südwestlich von Olbia.
In der Umgebung der kleinen Stadt findet in zahlreichen Steinbrüchen der Abbau des Bianco Sardo statt, eines weißlichen bis weißgrauen Granits. In Ortsnähe befindet sich der Lago di Serno, der von Steineichenwäldern umgeben ist. Zahlreiche Nuraghen, die Domus de Janas von Ludurru und die beiden Dolmen von Buddusò bringen Touristen in den Ort.
In der Nähe der Ortschaft befinden sich die Orte Alà dei Sardi, Bitti, Oschiri, Osidda und Pattada.

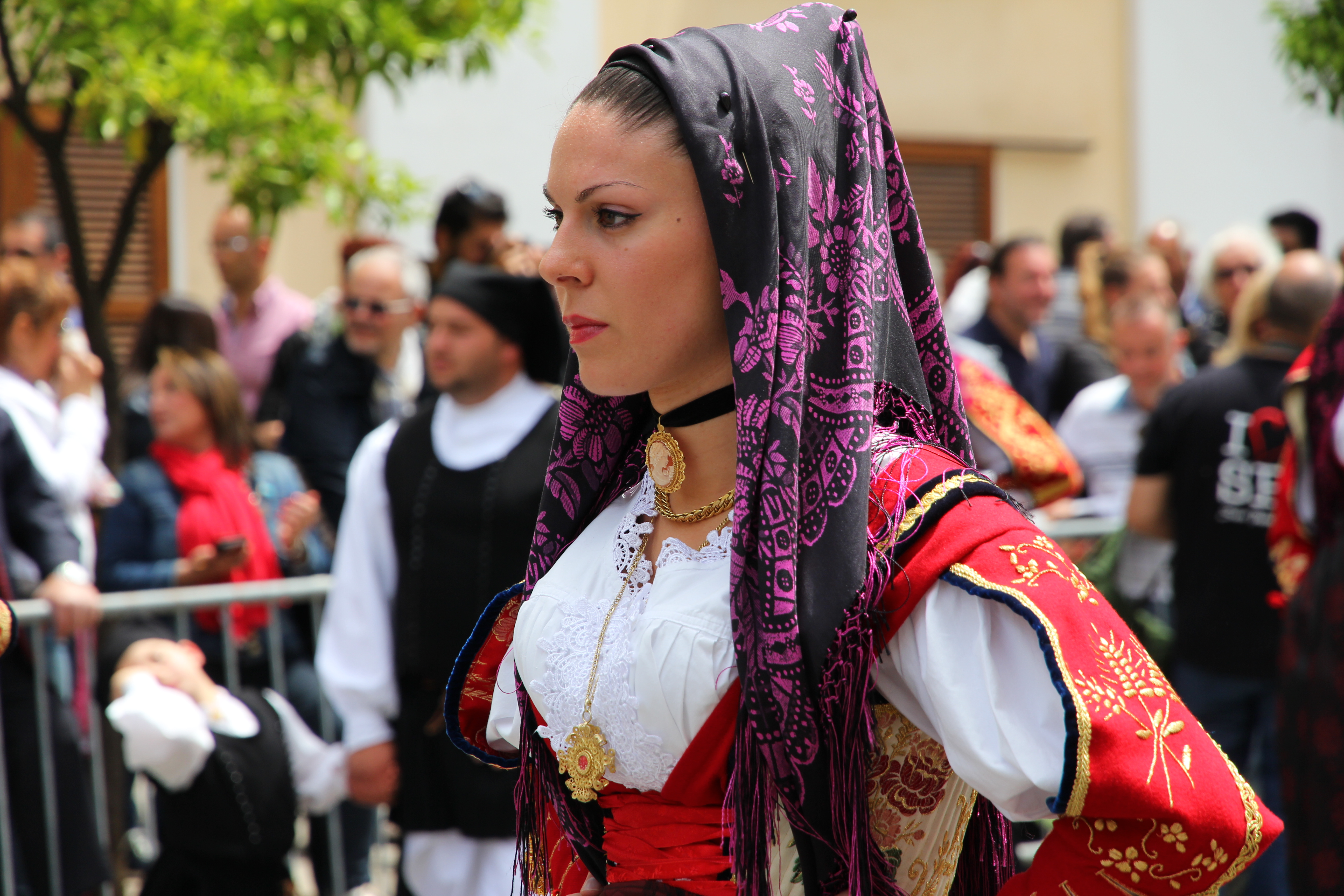
Traditionelle Tracht

## Söhne und Töchter der Gemeinde
- Clemente Biondetti (1898–1955), Automobilrennfahrer